# Зиленбах
Зиленбах (њем. Sielenbach) општина је у њемачкој савезној држави Баварска. Једно је од 24 општинска средишта округа Ајхах-Фридберг. Према процјени из 2010. у општини је живјело 1.541 становника. Посједује регионалну шифру (AGS) 9771165.

## Географски и демографски подаци
Зиленбах се налази у савезној држави Баварска у округу Ајхах-Фридберг. Општина се налази на надморској висини од 470 метара. Површина општине износи 17,9 km². У самом мјесту је, према процјени из 2010. године, живјело 1.541 становника. Просјечна густина становништва износи 86 становника/km².

## Међународна сарадња
| Мјесто | Држава    | Врста сарадње | Од    |
| ------ | --------- | ------------- | ----- |
|        | Француска | партнерство   | 1992. |
| Извор  |           |               |       |